# Schanfigg
För kretsen med samma namn, se Schanfigg (krets).
Schanfigg (rätoromanska: Scanvetg) är en 15 kilometer lång dalgång i den centrala delen av Graubünden i Schweiz. Vid södra änden ligger Arosa. Schanfigg börjar öster om huvudstaden Chur, med Maladers på sin norra sida och Passugg på sydsidan och vidgar sig hela tiden tills den når kurorten Arosa. Där utvidgas den till en kitteldal. Genom Schanfigg flyter floden Plessur, som utmynnar i Rhen vid Chur.

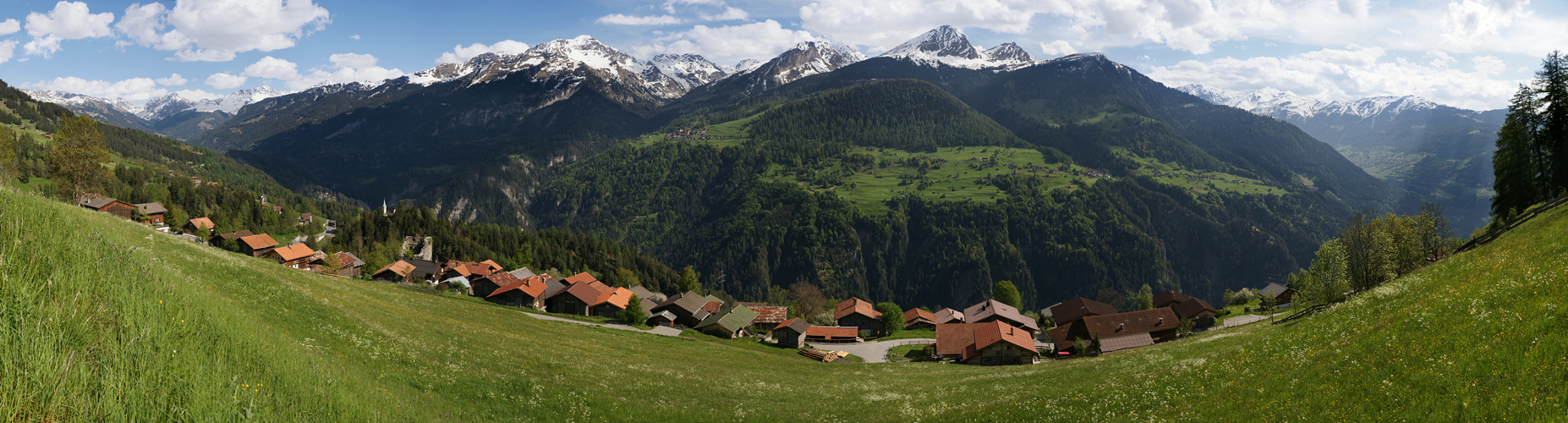
Dalgången sedd från bergen

## Namn
Etymologiskt hänger Schanfigg samman med Hanf (hampa, som ända sedan medeltiden har odlats i dalen).

## Trafik och infrastruktur
Trafiktekniskt sett når man dels dalen via den ytterst kurviga och av turister därför både älskade och fruktade Kantonsstrasse och dels per tåg genom Rhätische Bahn med sin linje Chur-Arosa. Postbussen kör bara fram till Peist. Arosa är därför den enda schweiziska kurorten som saknar postförbindelse. 
Arkitektoniskt höjer sig järnvägsviadukten vid Langwies över omgivningen, och det gör numera också vägbron över Castielertobel.
Sedan början av 2005 har man åter diskuterat den under 1970-talet av Graubündens stora råd beslutade, men aldrig realiserade, bygget av en högbro från Araschgerrank (på sträckan Chur - Lenzerheide vid vägskälet mot Tschiertschen) rakt över till Maladers. Denna bro skulle göra att Schanfigg får en kringfartsled, så att man slipper trafiken i Churs innerstad omkring Obertor.

## Politisk organisation
Politiskt tillhör Schanfigg till största delen till valkretsen med samma namn. Bara de båda byarna på sydsidan av dalgången, Tschiertschen och Praden, tillhör valkretsen Churwalden. Båda kretsarna tillhör valdistriktet Plessur.

## Befolkning
Tyska är det officiella språket i alla byar i dalgången. Det vardagliga språket är en schweizertysk dialekt. 
Många ord för åker- och ängsmark tyder på att befolkningen tidigare har talat rätoromanska. Genom att många personer från annat håll under de senaste årtiondena har uppehållit sig i dalgången under veckor eller månader tenderar språkgränserna mellan de infödda och gäster att flyta samman. 

## Religion
Majoriteten av befolkningen tillhör sedan reformationen den schweiziska reformerta kyrkan. Evangeliska församlingar består i Castiel (gemensam präst med Maladers och Lüen), i Sankt Peter (gemensam präst med Molinis och Peist), i Langwies (inklusive Litzirüti), i Arosa och i Tschiertschen (gemensam präst med Praden och Passugg-Araschgen).
I Arosa finns den enda romersk-katolska församlingen i dalgången. Den katolska befolkningen i Castiel, Lüen och Maladers är också organiserad i en församling, som har sin kyrka i Maladers. Denna församling sköts dock av kyrkliga funktionärer från annat håll.

## Medier
I dalgången läser man mest den enda lokaltidningen, – som kommer ut i två innehållsmässigt identiska upplagor – Aroser Zeitung och Schanfigger Zeitung.